# Parartotrogus richardi
Parartotrogus richardi is een eenoogkreeftjessoort uit de familie van de Cancerillidae. De wetenschappelijke naam van de soort is voor het eerst geldig gepubliceerd in 1893 door T. & A. Scott.